# Sitkum
Sitkum az Amerikai Egyesült Államok északnyugati részén, Oregon állam Coos megyéjében, a Coquille folyó keleti ága mentén elhelyezkedő önkormányzat nélküli település.
A Coos-öböli postakocsi-útvonal mentén 1872-ben vagy 1873-ban fogadó létesült. Egy versenytárs étteremként, fogadóként, panzióként, postaként és telegráfállomásként is szolgáló létesítménye a sitkum (csinúk nyelven „fél”) nevet viselte. A postahivatal egy megszakítással 1873 és 1964 között működött.
Az egykori iskolát lakóházzá alakították át. Az egykori szolgálati lakás és tornaterem ma is áll.

## Fordítás
- Ez a szócikk részben vagy egészben  a   Sitkum, Oregon című angol Wikipédia-szócikk ezen változatának fordításán alapul.  Az eredeti cikk szerkesztőit annak laptörténete sorolja fel. Ez a jelzés csupán a megfogalmazás eredetét és a szerzői jogokat jelzi, nem szolgál a cikkben szereplő információk forrásmegjelöléseként.